# 청주 안정라씨 삼세충효문
청주 안정라씨 삼세충효문(淸原 安定羅氏 三世忠孝門)은 충청북도 청주시 청원구 내수리에 있는 충신각과 삼효각이다. 1984년 12월 31일 충청북도의 기념물 제40호로 지정되었다.

## 개요
삼세충효문은 조선 후기의 무신 경흥부사 퇴수헌 나사종(1440∼1491)의 충절을 기리기 위해 세운 충신각과 나운걸(1456∼1493)과 그의 아들 빈(1473∼1495), 린(1475∼1495) 두 형제의 효성을 기리기 위해 세운 삼효각을 합하여 부르는 이름이다.
나사종은 성종 22년(1491) 여진족이 군사 5천명을 거느리고 쳐들어오자 군사 50명을 이끌고 싸우다 전사하였다. 그가 죽은 후 숙종 43년(1717)에 여진을 정벌한 공으로 병조판서에 올랐고 충정(忠貞)이라고 시호가 내려졌다. 나운걸은 여진정벌에 나아가 부친의 원수를 갚지 못하자 3년상을 마치는 날 자결하였다. 빈과 린 형제도 효성이 깊어 수차례 여진정벌에 나갔으나 뜻을 이루지 못하고, 부친의 3년상이 끝나는 날 역시 목숨을 끊어 충효의 모범이 되었다.
삼세충효문은 충신각과 삼효각이 나란히 남아있고 그 둘레에 담장을 둘러 보호하고 있다.

## 참고 자료
- 청주 안정라씨 삼세충효문 - 국가유산청 국가유산포털